# Grand Prix Španělska 1977
Grand Prix Španělska 1977 (oficiálně XXIII Gran Premio de España) se jela na okruhu Circuito del Jarama v Madridu ve Španělsku dne 8. května 1977. Závod byl pátým v pořadí v sezóně 1977 šampionátu Formule 1.

## Závod
| Poř.   | No. | Jezdec             | Konstruktér        | Počet kol | Čas/Odstoupení  | Pořadí na startu | Body |
| ------ | --- | ------------------ | ------------------ | --------- | --------------- | ---------------- | ---- |
| 1      | 5   | Mario Andretti     | Lotus-Ford         | 75        | 1:42:52.22      | 1                | 9    |
| 2      | 12  | Carlos Reutemann   | Ferrari            | 75        | + 15.85         | 4                | 6    |
| 3      | 20  | Jody Scheckter     | Wolf-Ford          | 75        | + 24.51         | 5                | 4    |
| 4      | 2   | Jochen Mass        | McLaren-Ford       | 75        | + 24.87         | 9                | 3    |
| 5      | 6   | Gunnar Nilsson     | Lotus-Ford         | 75        | + 1:05.83       | 12               | 2    |
| 6      | 8   | Hans-Joachim Stuck | Brabham-Alfa Romeo | 74        | + 1 kolo        | 13               | 1    |
| 7      | 26  | Jacques Laffite    | Ligier-Matra       | 74        | + 1 kolo        | 2                |      |
| 8      | 3   | Ronnie Peterson    | Tyrrell-Ford       | 74        | + 1 kolo        | 15               |      |
| 9      | 18  | Hans Binder        | Surtees-Ford       | 73        | + 2 kola        | 20               |      |
| 10     | 30  | Brett Lunger       | March-Ford         | 72        | + 3 kola        | 25               |      |
| 11     | 10  | Ian Scheckter      | March-Ford         | 72        | + 3 kola        | 17               |      |
| 12     | 27  | Patrick Nève       | March-Ford         | 71        | + 4 kola        | 22               |      |
| 13     | 36  | Emilio de Villota  | McLaren-Ford       | 70        | + 5 kol         | 23               |      |
| 14     | 28  | Emerson Fittipaldi | Fittipaldi-Ford    | 70        | + 5 kol         | 19               |      |
| Ret    | 7   | John Watson        | Brabham-Alfa Romeo | 64        | Palivový systém | 6                |      |
| Ret    | 17  | Alan Jones         | Shadow-Ford        | 56        | Nehoda          | 14               |      |
| Ret    | 24  | Rupert Keegan      | Hesketh-Ford       | 32        | Nehoda          | 16               |      |
| Ret    | 25  | Harald Ertl        | Hesketh-Ford       | 29        | Chladič         | 18               |      |
| Ret    | 16  | Renzo Zorzi        | Shadow-Ford        | 25        | Motor           | 24               |      |
| Ret    | 37  | Arturo Merzario    | March-Ford         | 16        | Zavěšení        | 21               |      |
| Ret    | 4   | Patrick Depailler  | Tyrrell-Ford       | 12        | Motor           | 10               |      |
| Ret    | 1   | James Hunt         | McLaren-Ford       | 10        | Motor           | 7                |      |
| Ret    | 22  | Clay Regazzoni     | Ensign-Ford        | 9         | Nehoda          | 8                |      |
| Ret    | 19  | Vittorio Brambilla | Surtees-Ford       | 9         | Nehoda          | 11               |      |
| DNS    | 11  | Niki Lauda         | Ferrari            | 0         | Zranění         | 3                |      |
| DNQ    | 34  | Jean-Pierre Jarier | Penske-Ford        |           |                 |                  |      |
| DNQ    | 9   | Alex Ribeiro       | March-Ford         |           |                 |                  |      |
| DNQ    | 33  | Boy Hayje          | March-Ford         |           |                 |                  |      |
| DNQ    | 38  | Brian Henton       | March-Ford         |           |                 |                  |      |
| DNQ    | 31  | David Purley       | LEC-Ford           |           |                 |                  |      |
| DNQ    | 35  | Conny Andersson    | BRM                |           |                 |                  |      |
| Zdroj: |     |                    |                    |           |                 |                  |      |

## Průběžné pořadí po závodě
Pohár jezdců
| Pořadí | Jezdec           | Body |
| ------ | ---------------- | ---- |
| 1      | Jody Scheckter   | 23   |
| 2      | Mario Andretti   | 20   |
| 3      | Carlos Reutemann | 19   |
| 4      | Niki Lauda       | 19   |
| 5      | James Hunt       | 9    |
| Zdroj: |                  |      |

Pohár konstruktérů
| Pořadí | Konstruktér        | Body |
| ------ | ------------------ | ---- |
| 1      | Ferrari            | 34   |
| 2      | Wolf-Ford          | 23   |
| 3      | Lotus-Ford         | 22   |
| 4      | McLaren-Ford       | 12   |
| 5      | Brabham-Alfa Romeo | 8    |
| Zdroj: |                    |      |